# Cancer (band)
 For alternative betydninger, se Cancer (flertydig). (Se også artikler, som begynder med Cancer)
Cancer (ca. 1980) var et dansk punkband, der bl.a. spillede til arrangementet "Punk og Elektronrock" i Rockmaskinen den 16.5.1980 sammen med bl.a. City-X, til den stort anlagte punk-koncert Concerto de Nobrainos insanos i Saltlageret den 22.12.1980, samt til en koncert i Rockmaskinen under navnet "Monotone" den 31.1.1981, sammen med bl.a. No Knox, Before, Tee Vee Pop og Feed Back.
Cancer skiftede i ca. 1981 navn til Monotone.